# Muối biển

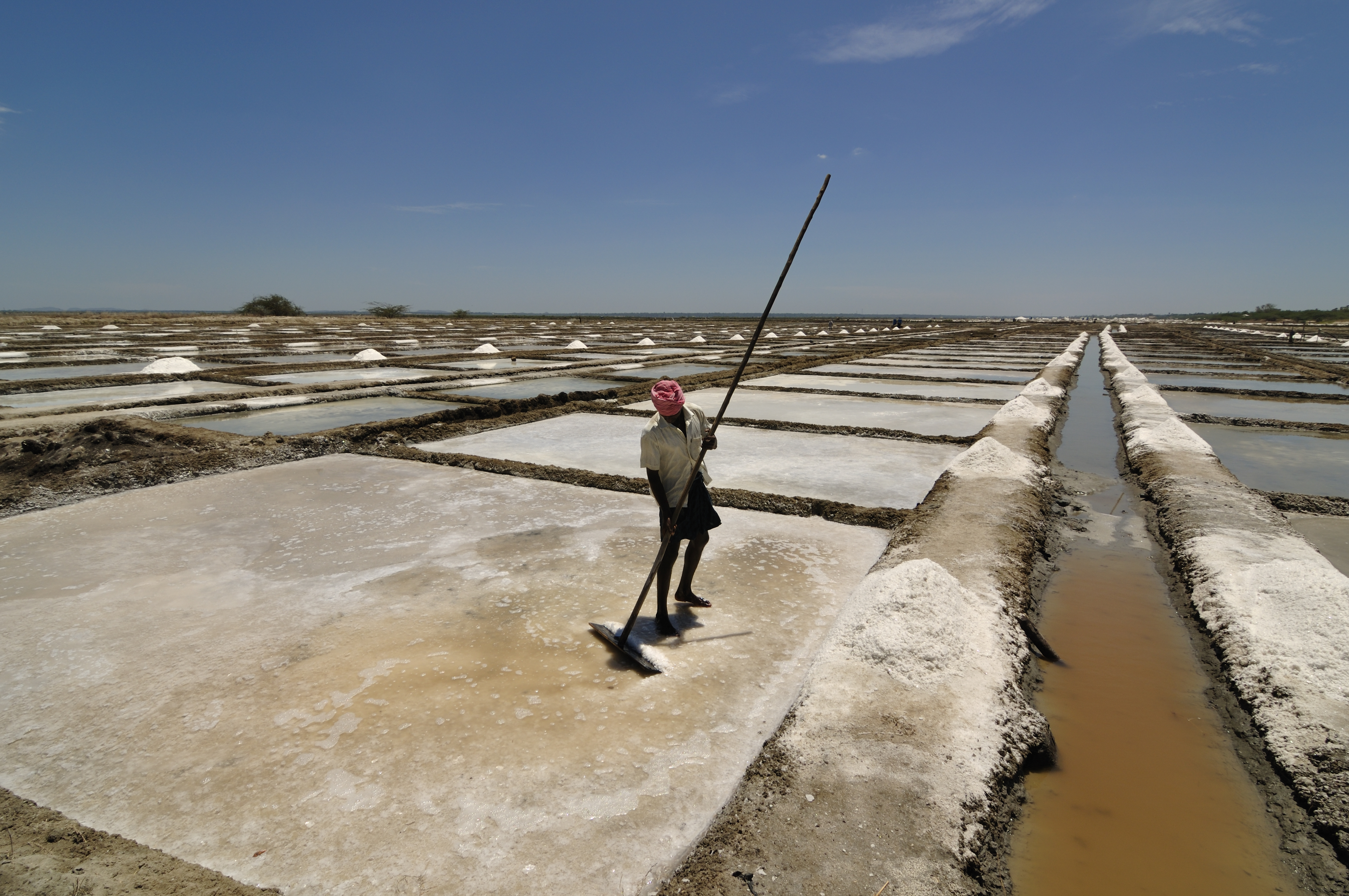
Một ruộng muối ở Tamil Nadu, Ấn Độ

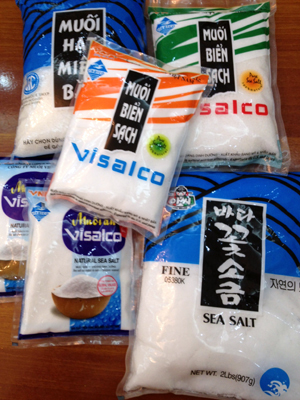
Muối biển ăn được từ Việt Nam

Muối biển là muối được tạo ra do sự bay hơi của nước biển. Muối biển được sử dụng như một gia vị trong thực phẩm, nấu ăn, mỹ phẩm và để bảo quản thực phẩm. Nó còn được gọi là "muối bay", "muối mặt trời", hoặc đơn giản là muối ăn. Giống như thạch diêm được khai thác, việc sản xuất muối biển đã có từ thời tiền sử.